# Lanë
De Lanë, soms ook Lana, is de kleine rivier die door Tirana, Albanië stroomt. De bron van de rivier ligt in de bergen ten oosten van Tirana. In het centrum van Tirana vormt de Lanë een recht kanaal, waarna de rivier in noordwestelijke richting verder kronkelt. De Lanë mondt uit in de rivier de Tiranë bij Bërxullë.
In de jaren 1950 werd slechts ongeveer 1000 meter van de rivier in het centrum van Tirana gekanaliseerd. Voor de rest was de loop van de rivier nog natuurlijk. Pas rond 1960 werd de Lana door het hele stadscentrum gekanaliseerd. In het stadscentrum volgen meerbaanswegen de loop van de rivier aan beide zijden en behoren tot de belangrijkste verkeersaders in het centrum.
Hoewel de rivier ooit schoon was, stroomt er nu rioolwater doorheen. In de jaren 1990 werden er veel illegale kiosken en gebouwen gebouwd op de oevers van de rivier. Deze werden later afgebroken en verwijderd tijdens een campagne van de toenmalige burgemeester van Tirana, Edi Rama, in het begin van de jaren 2000. Door de sterke vervuiling van het water leven er nu geen vissen meer. 
Bistricë · Bunë · Cem · Devoll · Drin · Drino · Erzen · Fan · Gjanicë · Ishëm · Kir · Lanë · Mat · Osum · Seman · Shalë · Shkumbin · Shushicë · Valbonë · Vjosë